# 미쓰비시후소 에어로 미디

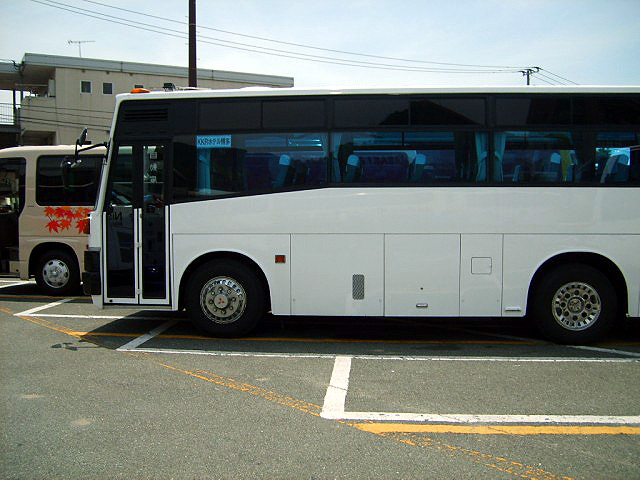
초대 에어로미디 MM

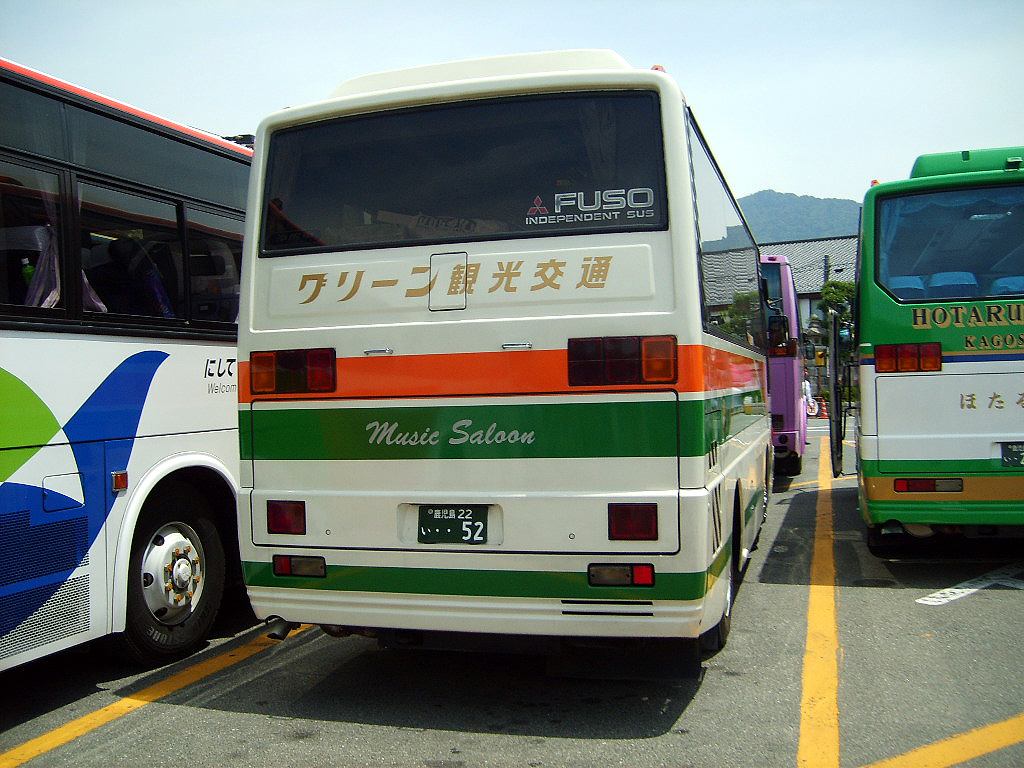
다자이후 텐만구에 주차된 2세대 에어로미디 MJ의 후면

1988년 출시된 미쓰비시후소 에어로 미디(영어: Mitsubishi Fuso Aero Midi, 일본어: 三菱ふそう エアロミディ)는 일본 미쓰비시후소트럭 버스가 만든 중형 및 대형 버스다. 2세대 에어로미디는 현대 에어로타운의 원형으로 알려져 있다.

## 주요 차종
- MK 관광용 9m
  - PA-MK26FJ
- MK 노선용 논스텝 버스 10.5m・9m
  - PA-MK27FM(10.5m),PA-MK27FH(9m)
- MK 노선용 원스텝 버스 9m
  - PA-MK25FJ
- MJ 관광용 7m
  - PA-MJ26RF
- ME 노선용 논스텝 버스 7m
  - PA-MK17DF